# Missioneres dels Sagrats Cors de Jesús i Maria
La Congregació de Germanes Missioneres dels Sagrats Cors de Jesús i de Maria és una congregació religiosa de germanes dedicada a l'ensenyament, fundada a Campos (Mallorca) en 1891 per Sebastiana Lladó. Les germanes posposen al seu nom les sigles HH.MM.SS.CC.
No s'ha de confondre amb les Missioneres dels Sagrats Cors, fundades en 1886 a Roma per Rosa Rosato, ni amb la congregació, també mallorquina, dels Missioners dels Sagrats Cors, amb la que no té cap vinculació.

## Història
La Congregació de les Germanes Missioneres dels Sagrats Cors va tenir els seus orígens al poble mallorquí de Campos l'any 1891, quan fou fundada per Sebastiana Lladó i Sala (des de llavors Sor Maria Rafaela, coneguda com sa Mestra Cases Noves). Aquesta, que s'havia estat dedicant mestra al seu poble, Campos, començà també a fer catequesi, especialment entre les nenes. En 1882, obrí a casa seva una casa d'espiritualitat. ,Va voler fundar una congregació que consolidés aquesta tasca. Fomentava un ensenyament que, fonamentat en el tracte senzill i humà, recollís totes les dimensions de la persona, en particular els seus valors cristians.
L'any 1891, aconsegueix que el bisbe de Mallorca Jacint Cervera aprovi el 29 de gener la conversió de casa seva en un institut religiós sota la seva direcció. El 17 de març del mateix any aconseguí la llicència per formar una congregació religiosa juntament a les seves companyes: l'anomenarà Congregació de Germanes dels Sagrats Cors. La seva tasca se centrà el l'educació de les dones des de la infantesa fins a l'edat adulta. La fundadora en fou la superiora fins que el 1895 es retirà per la seva edat i fou substituïda per Joana Aina Mateu Cloquel, sor Josepa.
De mica en mica, la congregació s'estengué per diverses viles de Mallorca. Les germanes obriren cases a Catalunya (Barcelona, Centelles i Torelló) i, des de 1956, quan s'establiren a Puerto Rico, començaren a obrir algunes comunitats d'apostolat en estats hispanoamericans i a Ruanda.

## Activitat i difusió
Les Missioners dels Sagrats Cors fan apostolat del missatge de Crist mitjançant la catequesi i l'ensenyament de joves. A més, fan exercicis espirituals i apostolat missioner, on també es dediquen a l'assistència a necessitats. Mantenen una especial devoció als Sagrats Cors, prenent Jesús i Maria com a model de vida.
Són presents a Espanya, sobretot a Catalunya i Balears: Barcelona, on hi ha la casa general, Valldoreix, Centelles, Sant Pere de Torelló, Palma, Campos, Maó, Pollença, Llucmajor, etc., i Monesterio (Badajoz) i Navarra, i també a Puerto Rico, República Dominicana, Mèxic i Ruanda.